# Анатомия человеческой деструктивности
Анатомия человеческой деструктивности (англ. The Anatomy of Human Destructiveness; нем. Anatomie der menschlichen Destruktivität) — антропологическая и социально-психологическая монография Эриха Фромма 1973 года, посвящённая причинам человеческого насилия.
В предисловии Фромм называет издание первым томом обширного исследования в области теории психоанализа. Он начал писать книгу шестью годами ранее, в 1967 году, и объединил знания из разных областей (нейрофизиологии, зоопсихологии, палеонтологии, антропологии).
В книге анализируются Генрих Гиммлер, Адольф Гитлер, Иосиф Сталин и другие. Интересно, что Фромм использовал результаты личных бесед с Альбертом Шпеером для лучшего понимания Адольфа Гитлера.
Анатомия человеческой деструктивности является наиболее глубоким исследованием проблемы социального невроза, возникающего вследствие негативного (деструктивного) влияния социальной системы на человека. В данной книге Фромм акцентирует внимание на самой опасной форме деструктивного поведения — человеческой агрессии. Главной целью он ставит выявление причин и различных проявлений агрессии у человека.

## Содержание
Изначально существовало два направления, изучающие проблему деструктивности: инстинктивизм и бихевиоризм. В своей работе Фромм выстраивает оба подхода в единую теорию, представляя её как биопсихосоциальную.
Фромм предлагает рассматривать явление социокультурной детерминации деструктивности через прохождение ряда этапов.
Вначале человек находился в равновесии с окружающим миром, занимался охотой, собирательством. Далее с появлением земледелия человек изменил своё отношение к природе. Важным становится разум, абстрактное мышление, что и находит своё отражение в качестве таких проявлений креативности, как научно-технические открытия и изобретения.
Вторым этапом стало зарождение городской жизни, которое трансформировалось в разделение труда, классовое расслоение и превращение прибыли в капитал. На первое место стал выходить принцип контроля над природой и обществом (рабами, женщинами, детьми).
Во введении говорится, что постоянно растущие во всем мире насилие и разрушительность привлекают внимание как профессионалов, так и широкой общественности, к теоретическому исследованию сущности и причин агрессии.
Понятие «агрессия» на сегодняшний день трактуется весьма широко. В данной работе Э. Фроммом была внесена определённая ясность, который отделил «доброкачественную» и «злокачественную» агрессии. Под первым видом агрессии исследователь подразумевал агрессию, оправданную с общественной и культурной точек зрения, а под второй — деструктивное стремление причинить боль окружающим ради собственного удовлетворения. Наиболее угрожающим и разрушающим человека и общество фактором является «злокачественная» (деструктивная) агрессия.
Деструктивность рассматривается как особая форма агрессии (злокачественная), которая имеет социокультурную основу и с эволюционной точки зрения не является значимой для выживания вида. «В отличие от животных человек бывает деструктивным независимо от наличия угрозы самосохранению и вне связи с удовлетворением потребностей», — писал Фромм.
Труд охватывает две темы:
1. Исследование агрессии людей и животных
2. «Определенное дальнейшее развитие» фрейдовского психоанализа (Neopsychoanalyse)[4].

Книга состоит из трех основных частей с добавлением:
- Часть первая: учения о инстинктах, бихевиоризм, психоанализ
- Вторая часть: открытия, которые опровергают инстинктивистов
- Часть третья: различные виды агрессии и деструктивности и их предпоссылки
- Эпилог: о неясности надежды
- Приложение: Теория агрессии и разрушения Фрейда[11].

В данной книге подробно рассматриваются концепции биофилии и некрофилии, где первая тенденция связана с любовью к жизни и созиданию,  а вторая со стремлением к разрушению.
Некрофилия понимается Фроммом расширенно по сравнению с типичным использованием термина в значении девиации, которая проявляется сексуальным влечением к трупам. В личности любого человека присутствуют биофильские и некрофильские тенденции, но человек с преобладанием некрофильских тенденций испытывает дискомфорт в обществе, ориентированном на созидательные ценности. Типичными для такой личности проявлениями можно назвать расизм, культ войны и террора, симпатию к жесткому закону и тоталитарному порядку, убеждение в том, что агрессия - это норма жизни.

## Критика
Австрийский и американский психиатр Фридрих Хакер критикует описанное Фроммом различие между «доброкачественной (оборонительной)» и «злокачественной (садистской, некрофильной) агрессией» в своей работе «Агрессия — жестокость нашего мира» (нем. Aggression — Die Brutalisierung unserer Welt) и обвиняет Фромма в чёрно-белой живописи. Проблема, по мнению Хакера, заключается именно в агрессивных действиях, которые оцениваются как конструктивные теми, кто их совершает, но разрушительными со стороны тех, на кого направленно действие. В конце концов, у Фромма остается неясным то, как биологические инстинкты соотносятся с особенностями человеческих страстей.
Исследуя проблему деструктивности Э. Фромм особое внимание уделяет таким формам злокачественно-деструктивного характера, как садизм, некрофилия, при этом абсолютно не рассматривая аутодеструкцию, вандализм, террористические проявления в социуме. Автор делает акцент преимущественно на социокультурные и психологические обоснования разрушительности, при этом не предлагает рассмотреть её биологические корни, что также не способствует выявлению многообразия форм деструктивности.

## Издания
- Erich Fromm: The Anatomy of Human Destructiveness. Holt Rinehart & Winston, New York 1973.
- Erich Fromm: Anatomie der menschlichen Destruktivität. Deutsche Verlags-Anstalt, Stuttgart 1974, ISBN 3-421-01686-0.
- Erich Fromm: Anatomie der menschlichen Destruktivität. Rowohlt, Reinbek 1977, ISBN 3-499-17052-3.
- Фромм Э. Анатомия человеческой деструктивности / Пер. с англ. Э. М. Телятникова, Т. В. Панфилова — М.: АСТ, 2004. — 635 с. — ISBN 5-17-023209-8
- Фромм Э. Анатомия человеческой деструктивности = Anatomie der menschlichen Destruktivität (1973) / Пер. с англ. Э. М. Телятникова; Вступ. ст. П. С. Гуревич. — М.: АСТ, Хранитель, Мидгард, 2007. — 624 с. — (Золотой фонд мировой классики. Философия. Психология. История). — 3000 экз. — ISBN 5-17-039867-0, ISBN 5-9713-3459-X, ISBN 5-9762-1303-0.
- Фромм Э. Анатомия человеческой деструктивности / пер. с нем. Э. М. Телятниковой. — М.: АСТ, 2009. — 635 с.
- Фромм Э. Анатомия человеческой деструктивности / Пер. с англ. Э. М. Телятникова — М.: АСТ, 2014. — 810 с. — ISBN 978-5-17-087248-0.